# Poświadczenie bezpieczeństwa
Poświadczenie bezpieczeństwa – dokument tworzony w oparciu o ustawę o ochronie informacji niejawnych, potwierdzający dawanie rękojmi zachowania tajemnicy przez osobę, która go uzyskuje. Łącznie z zaświadczeniem potwierdzającym przeszkolenie z zakresu ochrony informacji niejawnych umożliwia danej osobie dostęp do informacji niejawnej, czyli objętej określoną klauzulą tajności (patrz: art. 5 ustawy). Wystawienie poświadczenia bezpieczeństwa odbywa się po przeprowadzeniu przez krajową władzę bezpieczeństwa (ABW lub SKW) lub pełnomocnika ochrony postępowania sprawdzającego.
Poświadczenie bezpieczeństwa wydaje się na okres:
1) 10 lat – w przypadku dostępu do informacji niejawnych o klauzuli „poufne”;
2) 7 lat – w przypadku dostępu do informacji niejawnych o klauzuli „tajne”;
3) 5 lat – w przypadku dostępu do informacji niejawnych o klauzuli „ściśle tajne”. (art. 29 ust. 3 ustawy o ochronie informacji niejawnych z 5 sierpnia 2010 r.).
Poświadczenie bezpieczeństwa upoważniające do dostępu do informacji niejawnych o wyższej klauzuli tajności uprawnia do dostępu do informacji niejawnych o niższej klauzuli tajności (art. 29 ust. 4).